# Tremandraceae
Famille
Classification APG II (2003)
Classification APG III (2009)
La famille des Trémandracées regroupe des plantes dicotylédones. Selon Watson & Dallwitz elle comprend 45 espèces réparties en 3 genres :
- Platytheca
- Tetratheca
- Tremandra

Ce sont des arbustes petits ou des herbes d'Australie.
En classification phylogénétique APG II (2003) et en classification phylogénétique APG III (2009) cette famille n'existe pas ; ces genres sont assignés à la famille Elaeocarpaceae.